# Fehérderekú lóri
A fehérderekú lóri (Pseudeos fuscata), korábban fehérfarcsíkú lóri, a papagájalakúak (Psittaciformes) rendjébe, és a szakállaspapagáj-félék (Psittaculidae) családjába, azon belül a lóriformák (Loriinae) alcsaládjába tartozó Pseudeos nem faja.

## Rendszerezése
Sorolták az Eos nembe Eos fuscata néven is.

## Előfordulása
Új-Guinea szigetén él, a sziget politikai megosztottsága miatt Indonézia és Pápua Új-Guinea területén is honos. A főszigeten kívül Salawati és a Geelvink-öbölben levő Japen szigeten is él. Erdők lakója, de olykor nyíltabb, szavannás jellegű vidéken is előfordul.

## Megjelenése
Testhossza 25 centiméter. Alapszíne sötétbarna, igen változatos formában. Feje teteje és a tarkója, valamint  a begytájék felső része sárga. Torkán sárga vagy narancssárga szalag húzódik. Háta és farcsíkja krémfehér.
|  |  |

## Életmódja
Csapatosan élő madár, ahol bőségesen akad ennivaló, akár 100 fős csapat is összegyűlhet. Előfordul, hogy más madarakkal együtt lakmározik a fák ágain. Röpte gyors és akrobatikus. Hangja éles, magas fekvésű rikoltozás.

## Szaporodása
Magas fák odvaiban fészkel. Két tojást rak.